# Futbolo Klubas Šilutė
L'FK Šilutė (nome completo Futbolo Klubas Šilutė), chiamato comunemente Šilutė, è una società calcistica con sede a Šilutė, in Lituania.

## Storia
Prima del 2003, anno in cui adottò la denominazione attuale, era noto come Laisvė Šilutė.

## Palmarès
- 1 Lyga: 1

2009